# 歧伞花属
歧伞花属（学名：Cymaria）是唇形科下的一个属，为灌木植物。该属共有3种，分布于缅甸、越南、中国海南岛至马来西亚、印度尼西亚及菲律宾。